# 克羅伊茨巴赫河 (埃爾倫巴赫河支流)
51°11′16.74″N 7°23′21.2″E / 51.1879833°N 7.389222°E
克羅伊茨巴赫河（德語：Kreuzbach），是德國的河流，位於該國西部，處於北萊茵-威斯特法倫州，屬於埃爾倫巴赫河的左支流，河道全長2.3公里，流域面積1.5平方公里。